# Желанный (Салават)
Желанный — микрорайон города Салавата в Башкортостане, Россия. Упразднённый хутор/посёлок Мелеузовского района, включенный в состав Салавата в 1994 году.
Население: 320 человек (2011 год).
Расстояние до ближайшей железнодорожной станции Салават — 4 км.

## История
Желанный был основан в 1930-е на территории Мелеузовского района БАССР РСФСР. Население в 1930-е годы — 54 человека, в 1959 году — 54 человека.
В 1991 году комбинат «Салаватнефтеоргсинтез» в лице Тюгаева Прокофия Федоровича приобрёл у колхоза в Зиргане земельные угодья в счёт поставок удобрений для строительства жилья работникам предприятия в районе микрорайона Желанного.

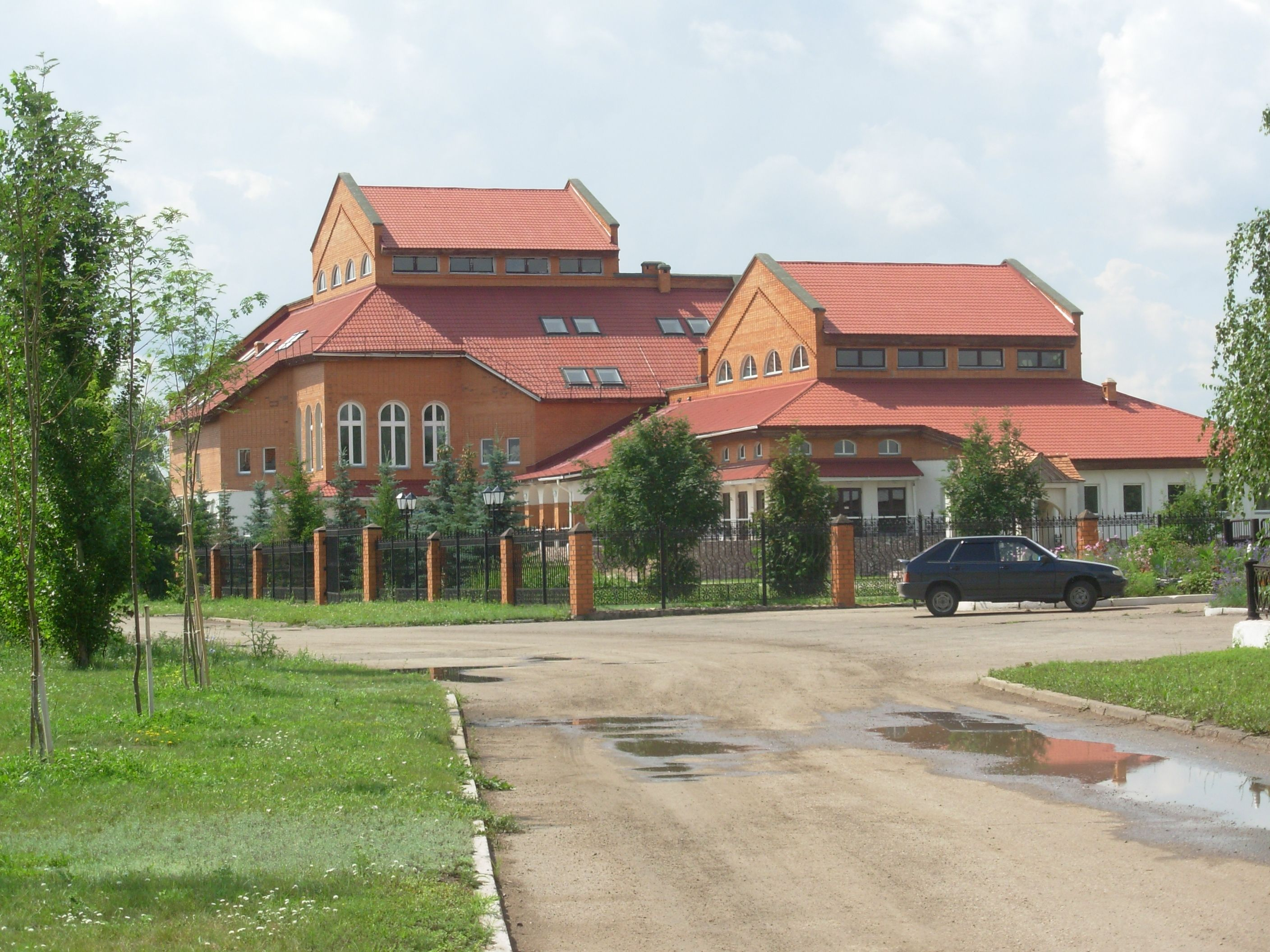
Гостиница в поселке Желанный

Посёлок Желанный начал застраиваться в 90-х годах, на живописном месте реки Белой и небольшого озера, через который перекинут автомобильный мост. Заказчиком застройки выступило предприятие ОАО «Салаватнефтеоргсинтез», автор проекта — литовско-австрийская фирма «Воль-Лад» в содружестве с архитекторами города Салавата и института градостроительства города Санкт-Петербурга. Здания являются интересным образцом архитектуры Башкортостана.
Дома в микрорайоне предназначены для работников предприятия «Газпром нефтехим Салават».
Микрорайон на выделенной территории к 2011 году почти полностью застроен комфортабельными коттеджами с мансардами, центральным автономным отоплением. В каждом доме есть телефон, гараж, приусадебный участок 10-14 соток, сауна.
Микрорайон газифицирован, обустроен всеми городскими сетями, которые привязаны к общегородской системе, и располагает современной противопаводковой защитой.
В микрорайоне есть комфортабельный отель «Желанный», защита от паводков реки Белой, благоустроенный парк, асфальтированные улицы, уличное освещение.

## Микрорайон в настоящее время
В микрорайоне застроены полностью улицы: Мостовая, Береговая, Кольцевая, Заречная, Ахтямова, Садовая.
С центром микрорайон соединяет асфальтированная улица. Общественный транспорт не действует.
Каждый дом огорожен ажурными металлическими решетками или кирпичным облицованным забором.